# (7714) Briccialdi
(7714) Briccialdi est un astéroïde de la ceinture principale découvert le 9 février 1996 par l'Observatoire astronomique Santa Lucia de Stroncone. Il a été baptisé en mémoire de Giulio Briccialdi, flûtiste et compositeur italien.